# Transhuman
Transhuman è il quinto album in studio del gruppo metal statunitense Believer, pubblicato nel 2011.

## Tracce
1. Lie Awake – 5:03
2. G.U.T. – 3:39
3. Multiverse – 4:44
4. End of Infinity – 4:12
5. Transfection – 3:55
6. Clean Room – 4:50
7. Currents – 2:50
8. Traveler – 4:23
9. Ego Machine – 4:29
10. Being No One – 4:47
11. Entanglement – 4:15
12. Mindsteps – 6:52